# Грабін (Опольське воєводство)
Грабін (пол. Grabin, нім. Grüben) — село в Польщі, у гміні Немодлін Опольського повіту Опольського воєводства.
Населення — 619 осіб (2011).

## Демографія
Демографічна структура станом на 31 березня 2011 року:
|          | Загалом | Допрацездатний вік | Працездатний вік | Постпрацездатний вік |
| -------- | ------- | ------------------ | ---------------- | -------------------- |
| Чоловіки | 306     | 63                 | 216              | 27                   |
| Жінки    | 313     | 47                 | 192              | 74                   |
| Разом    | 619     | 110                | 408              | 101                  |